# Zákon o půjčce a pronájmu

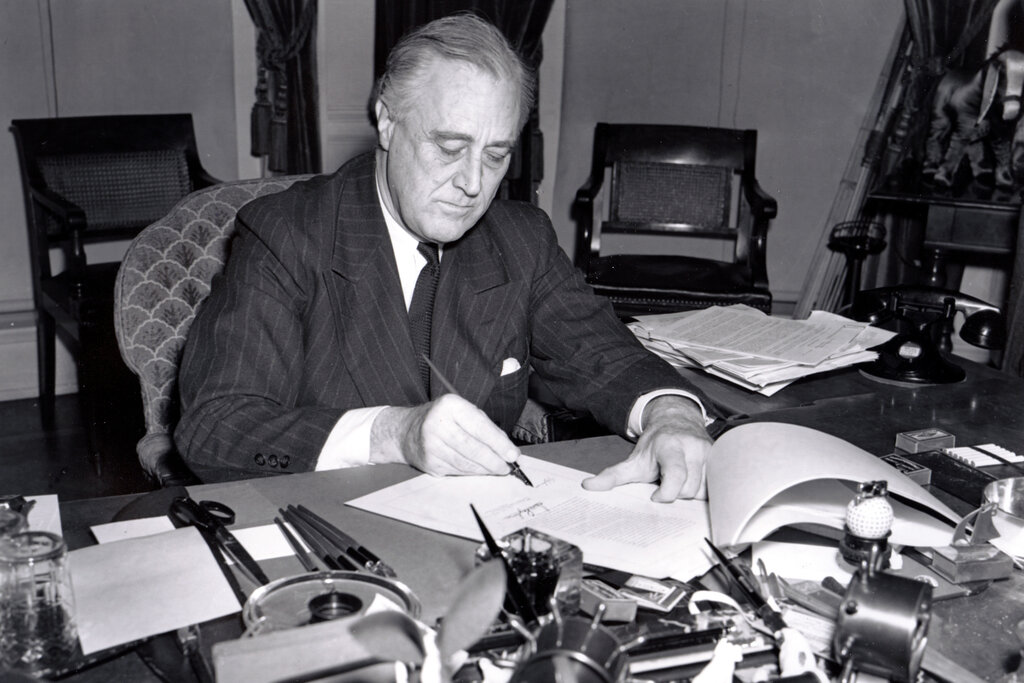
Prezident Franklin Delano Roosevelt podepisuje Zákon o půjčce a pronájmu.

Program obecně známý jako Zákon o půjčce a pronájmu (anglicky Lend-Lease Act), ve skutečnosti nazvaný Zákon na podporu obrany Spojených států (angl. An Act to Promote the Defence of the United States, on-line scan originálního znění zde) byl program Spojených států amerických během druhé světové války, který umožňoval zásobování Spojenců válečným materiálem, aniž by USA přímo vstoupily do válečného konfliktu.
Zákon byl přijatý Kongresem USA 11. března 1941 a nahradil dosavadní zákony zakládající neutralitu USA a „Cash and Carry Act“ z roku 1939. Umožnil zapůjčit nebo pronajmout válečný materiál a potraviny zemím, jejichž obranu prezident USA označil za životně důležitou pro obranu USA. Zákon prosadil prezident Franklin Delano Roosevelt, který o americké pomoci Evropě, konkrétně Velké Británii a Francii, prostřednictvím dodávek výzbroje, výstroje a materiálu určeného k obraně mluvil poprvé veřejně již v prosinci 1940.

## Válečná pomoc

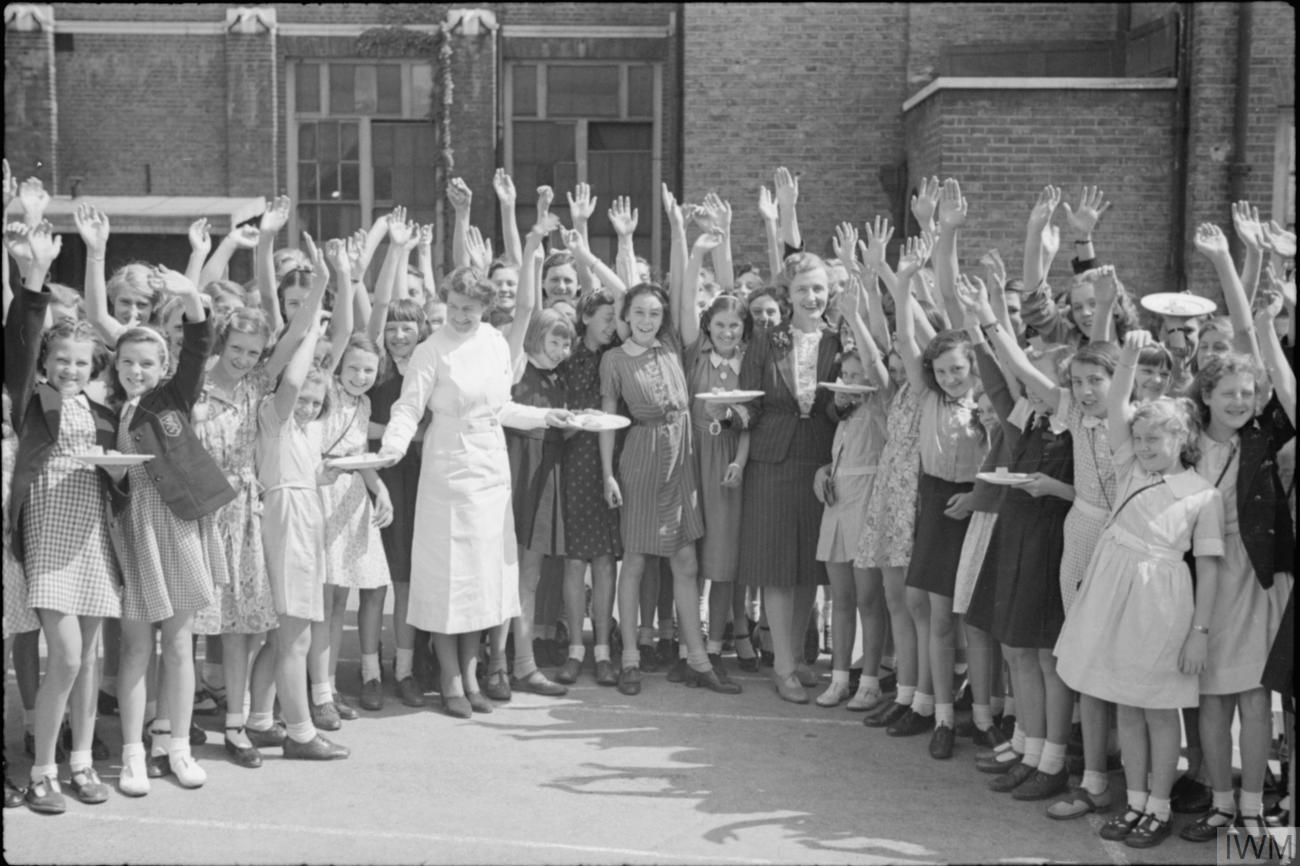
Britské školačky děkují za potravinovou pomoc dodanou z USA (přelom srpna a září 1941).

Dodávky trvaly od března 1941 do 20. září 1945. Celkový objem dodávek představoval částku 50,1 miliardy dolarů, z této částky dostala Velká Británie 31,4 miliardy, SSSR 11,3 miliardy, Francie 3,2 miliardy, Čankajškova Čína 1,6 miliardy a ostatní spojenci (Brazílie, Norsko, Nizozemsko…) dostali celkem 2,6 miliardy dolarů (ČSR 0,6 miliardy).
Princip byl takový, že američtí spojenci obdrželi válečný materiál, který měli používat do jeho zničení v boji, či vrácení po válce. V praxi samozřejmě většina materiálu již po válce vrácena nebyla. Spojenci za dodaný materiál začali platit již v době války, a to prostřednictvím tzv. "Reverse Lend and Lease". Tyto platby měly různou podobu, většinou se jednalo o výhodné, nebo rovnou bezplatné pronájmy vojenských základen, které poskytovaly Spojeným státům na svých územích, a to buďto na dobu války, nebo na různě dlouhou dobu po válce (většinou 99 let). Jednalo se o základny v Karibiku, Kanadě, Nové Kaledonii, Austrálii, Novém Zélandu atd. Většina těchto základen tvoří mocenskou oporu USA dodnes. Další formou plateb v době války bylo poskytování technologií, především radaru, sonaru, samotěsnících palivových nádrží, plastických výbušnin, ale třeba i britská spolupráce na projektu Manhattan. SSSR zase posílal do USA různé vzácné kovy (platina) a průmyslové diamanty.[zdroj?] Celkový objem válečného „Reverse Lend-Lease“ byl 7,8 miliardy dolarů, z toho 6,8 miliardy z Velké Británie.
Za materiál poskytovaný spojencům platila americká vláda jeho výrobcům pomocí peněz získaných ze státních dluhopisů.

## Pomoc Sovětskému svazu

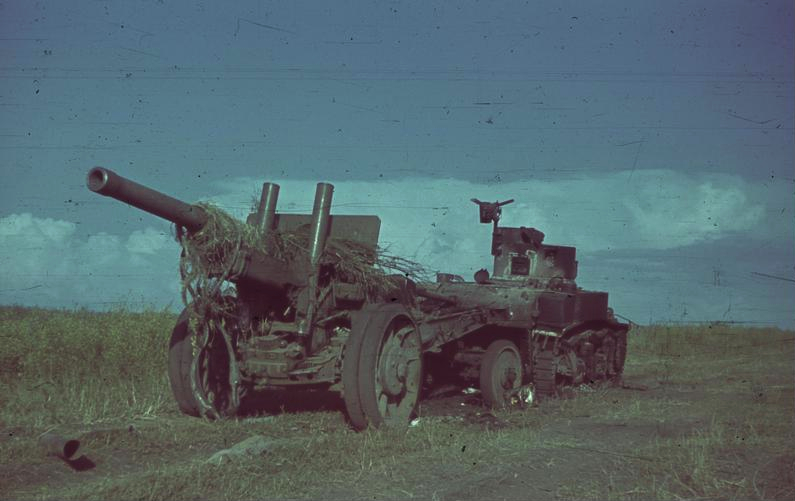
Americký lehký tank M3 Stuart, ukořistěný Němci na východní frontě (květen 1942).

Podpora bojujícího Sovětského svazu měla nejen formu vojenských dodávek, ale i strategických civilních dodávek. SSSR byl zemí, jejíž průmyslová a potravinářská základna byla válkou těžce poškozena a to již v prvních měsících bojů. Řada továren byla sice evakuována a mnoho dalších nově postaveno, ale všechny se soustřeďovaly primárně na výrobu zbraní a munice, proto byly civilní dodávky pro SSSR životně důležité. Ačkoli většina tankových jednotek Rudé armády byla vybavena tanky sovětské výroby, jejich logistická podpora byla poskytována stovkami tisíc amerických kamionů. V roce 1945 pocházela třetina logistického vozového parku Rudé armády z USA.

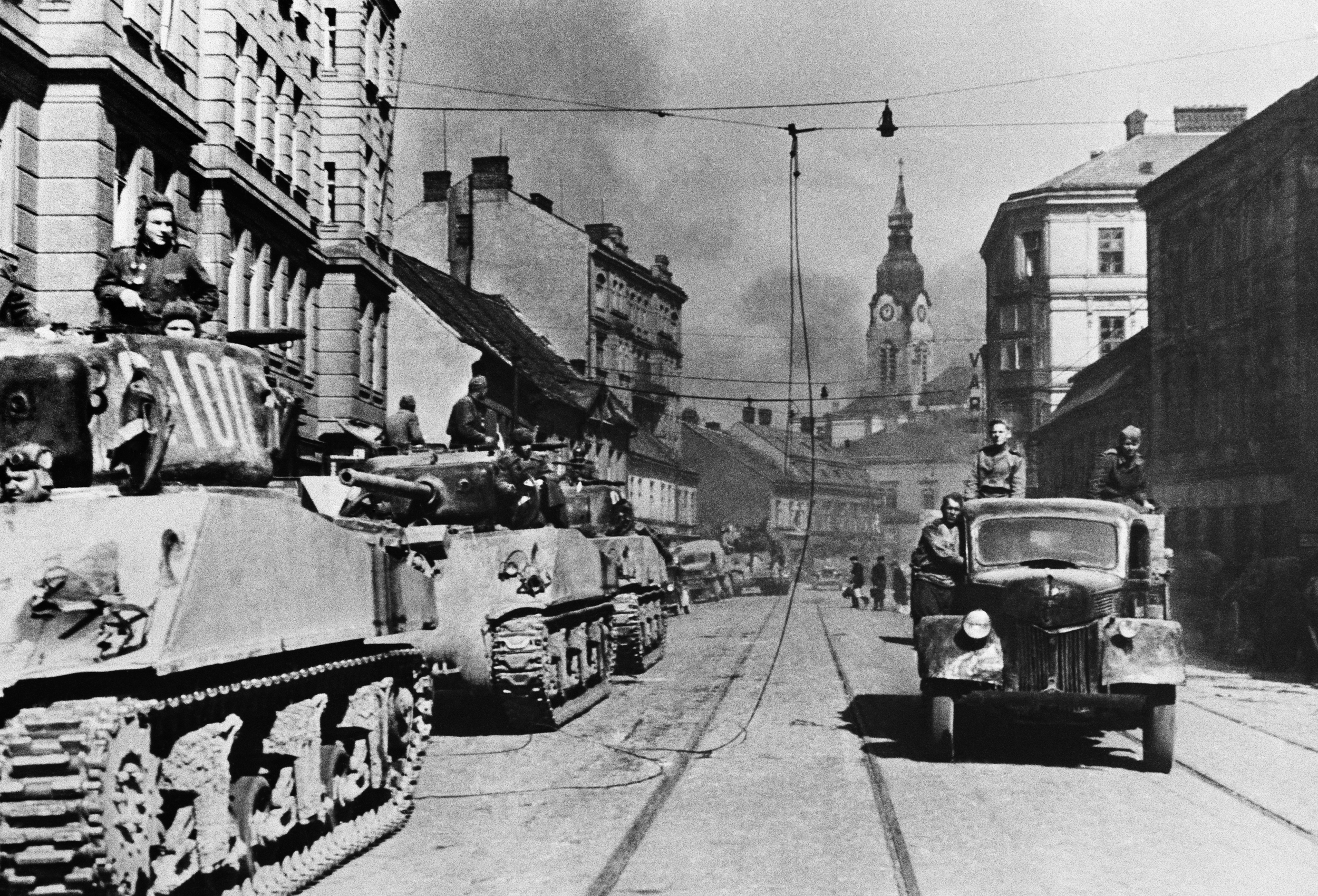
Tanky Sherman ve výzbroji Rudé armády na Křenové ulici v Brně v dubnu 1945

Jednotlivé prameny se v přesných počtech celkových dodávek do SSSR liší, ale přibližně bylo celkové množství zbraní a materiálu následující: více než 400 000 džípů a nákladních automobilů; asi 13 000 obrněných vozidel (cca 7000 tanků, 1386 typu M3 Lee a 4102 M4 Sherman), cca 11 400 letadel (4 719 Bell P-39 Airacobra), 35 000 motocyklů, 131 633 ks automatických zbraní, 12 997 ks pistolí, 350 000 t výbušnin, 90 nákladních lodí, 15 417 000 párů vojenských bot, 622 100 tun kolejnic (56,5 % z produkce SSSR), 2000 lokomotiv - před válkou měl Sovětský svaz 25 000 lokomotiv (za války vyrobeno jen 446 lokomotiv, z toho mezi lety 1942 a 1945 pouze 92). Dále bylo dodáno 11 000 železničních vozů, ale pouze v okupovaném území SSSR byla ztraceno či poškozeno 428 000 vozů. Celkový vozový park SSSR před válkou dosáhl počtu 600 tisíc vozů.
|                 | Výroba SSSR    | Půjčka a pronájem | Vypůjčená a pronajatá část |
| --------------- | -------------- | ----------------- | -------------------------- |
| Výbušniny       | 558 000 t      | 295 600 t         | 35 %                       |
| Měď             | 534 000 t      | 404 000 t         | 43 %                       |
| Hliník          | 283 000        | 301 000           | 52 %                       |
| Cín             | 13 000 t       | 29 000 t          | 69 %                       |
| Kobalt          | 340 t          | 470 t             | 58 %                       |
| Letecký benzin  | 5 500 000 t    | 1 087 000 t       | 17 %                       |
| Pneumatiky      | 3 988 000 ks   | 3 659 000 ks      | 48 %                       |
| Vlna            | 96 000 t       | 98 000 t          | 51 %                       |
| Cukr            | 995 000 t      | 658 000 t         | 40 %                       |
| Masové konzervy | 432 500 000 ks | 2 077 000 000 ks  | 83 %                       |
| Živočišné tuky  | 565 000 t      | 602 000 t         | 52 %                       |

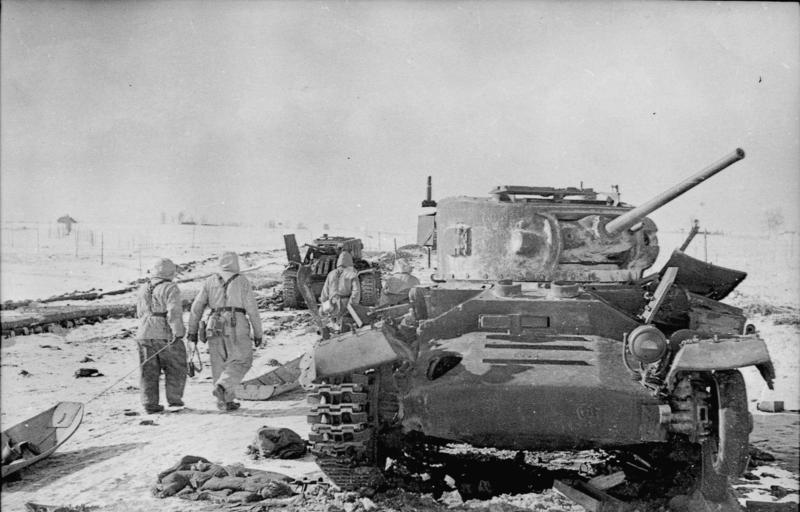
Zničený britský Mk III Valentine, používaný Rudoarmějci – východní fronta, leden 1944.

Americké dodávky do Sovětského svazu, lze rozdělit do následujících fází:

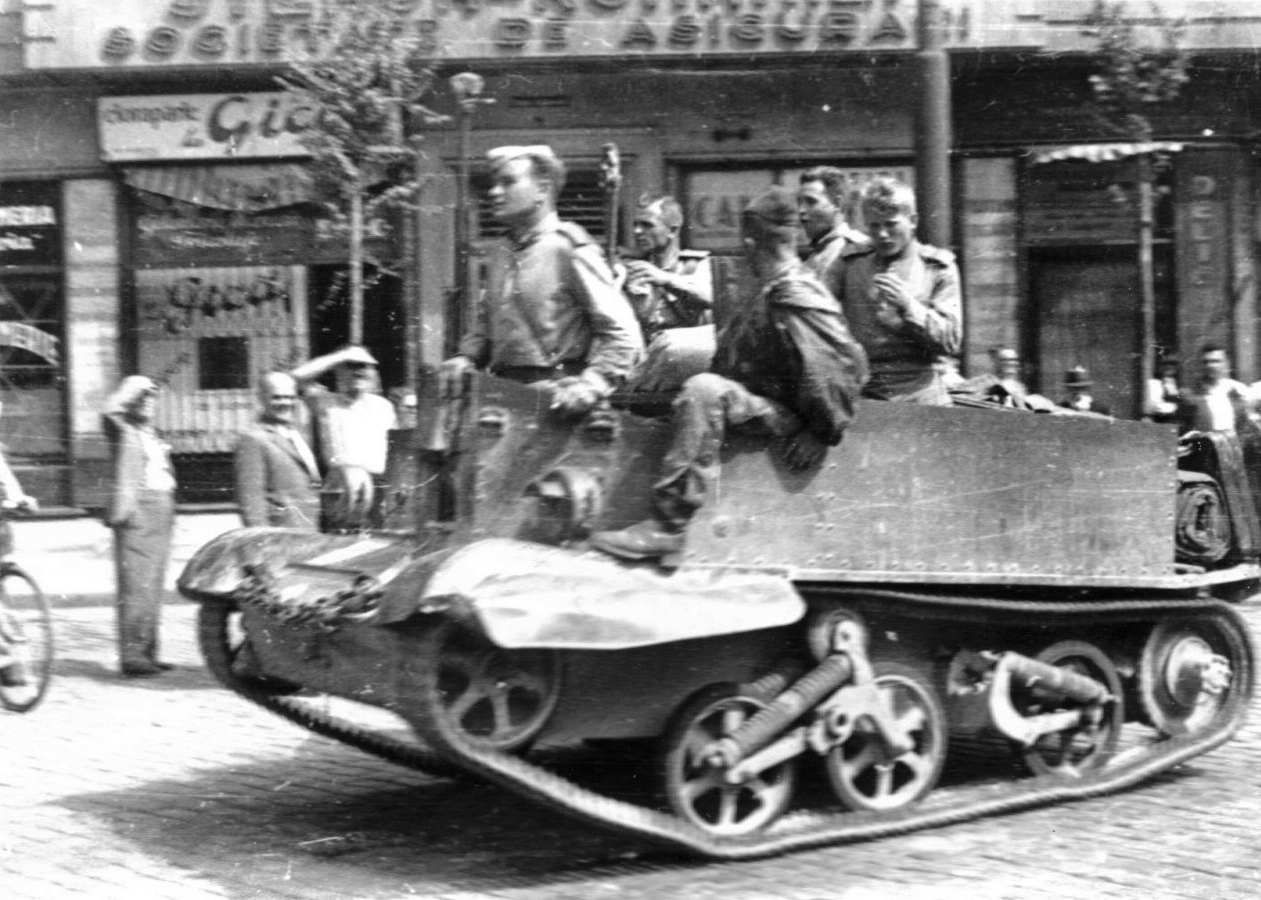
Vstup sovětské armády do Bukurešti v srpnu 1944. Na fotografii je britský Universal carrier, pronajatý v rámci smlouvy „Lend-Lease“.

- „Pre Lend-Lease“ – 22. června 1941 do 30. září 1941. Placeno v hotovosti ve zlatě a dalších vzácných kovech a minerálech.
- První protokol – období od 1. října 1941 do 30. června 1942 (podepsáno 1. října 1941), toto zboží bylo buď přímo vyráběno nebo původně dovezeno do Spojeného království. Placeno formou úvěru od vlády USA.
- Druhý protokol – období od 1. července 1942 to 30. června 1943 (podepsáno 6. října 1942). Dodávky na dluh, vyrovnání bylo předmětem poválečných vyjednávání.
- Třetí protokol – od 1. července 1943 to 30. června 1944 (podepsáno 19. října 1943). Dodávky na dluh, vyrovnání bylo předmětem poválečných vyjednávání.
- Čtvrtý protokol ode dne 1. července 1944 do 20. září 1945 (podepsáno 17. dubna 1945), tento oficiálně skončil 12. května 1945, ale dodávky byly prodlouženy až do konce války s Japonskem a ukončeny 20. září 1945. Dodávky na dluh, vyrovnání bylo předmětem poválečných vyjednávání.

Dodávky pomoci do SSSR byly realizovány cestou arktických konvojů, dále cestou přes Írán a pak také severopacifickou cestou. Arktická trasa byla nejkratší, ale také nejnebezpečnější. 3 964 000 tun zboží (23 %) bylo dodáno touto trasou; 7 % materiálu bylo na této cestě ztraceno. Cesta přes Írán byla nejdelší a začala se využívat až od poloviny roku 1942. Poté tudy prošlo 4 160 000 tun zboží, 27 % z celkového objemu. Pacifická cesta fungovala již od roku 1941, ale z důvodu války mezi Japonskem a USA na ní mohly být používány pouze sovětské lodě. Nicméně tudy bylo přepraveno 8 244 000 tun zboží (50 % z celkového objemu).

## Splácení dluhu

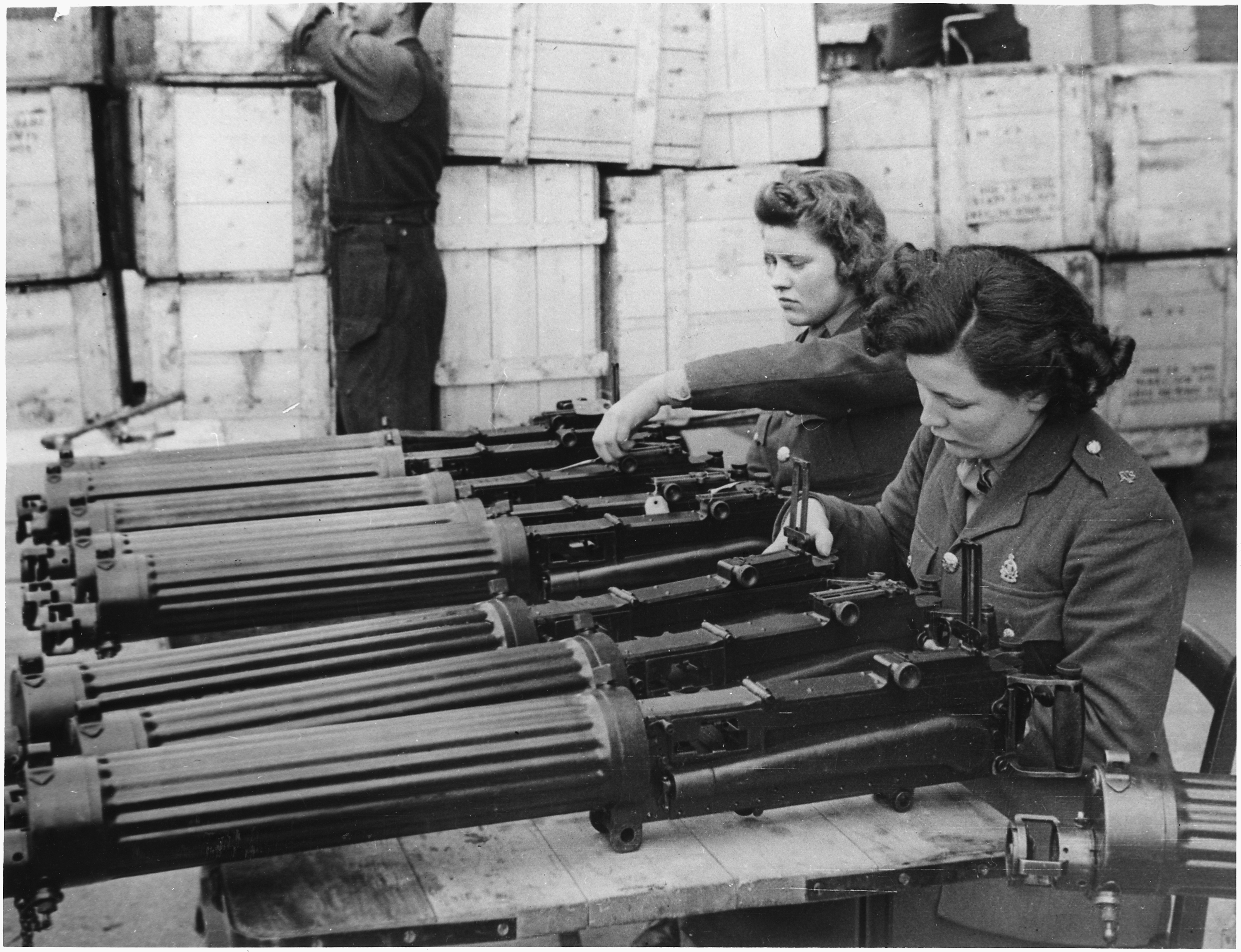
Britská kontrola kvality kulometů Vickers, 1941.

Část dluhu Velké Británie byla splacena již během války, a to v podobě poskytnutých cenných technologií, důležitých pro vývoj a konstrukci – radaru, sonaru, proudových motorů, bazuk, raket, gyroskopu, samotěsnících palivových nádrží, plastických výbušnin, jaderné energie, magnetronu. A dále v podobě námořních a leteckých základen rozsetých po britských koloniích, a také dodávkami surovin z britských kolonií a dominií a taktéž poskytnutím vojenské techniky (například USAAF byly poskytnuty stovky letadel Spitfire Mk V a Mk VIII). Zbytek dluhu pak byl propojen s novými úvěry z Marshallova plánu, kdy 90 % dluhu bylo odpuštěno (zbraně byly zcela odepsány a civilní zařízení prodáno Velké Británii za 10 % ceny).
Za druhé světové války splácel Sovětský svaz pomoc od USA posíláním průmyslových strojů, vzácných nerostů, údržbou a tankováním amerických letadel, celkem v hodnotě 2 milionů dolarů. V roce 1947 byla vyčíslena finanční hodnota dodávek do Sovětského svazu na 11,3 miliard dolarů a od Sovětského svazu žádali jen 1,3 miliardy dolarů. Mělo se jednat o hodnotu dodávek, které jsou Sovětskému svazu užitečné i mimo válečné období. Původně mělo být zaplaceno nebo navráceno vše, co nebude ztraceno v boji. USA však nepočítaly s tím, že by SSSR byl schopný a ochotný takový dluh splatit a dodávky vrátit, a proto bylo rozhodnuto, že bude dluh snížen právě finanční hodnotu toho, co bude Sovětský svaz i nadále užitečné. Sovětský svaz byl však ochotný zaplatit pouze 170 milionů dolarů. Řešení tohoto problému bylo proto odloženo. Mezi SSSR a USA bylo po dlouhých jednáních v roce 1972 stanoveno, že SSSR má do roku 2001 zaplatit 722 milionů dolarů, což odpovídalo 25 % původně stanoveného dluhu po započtení inflace, a zbytek dluhu odepsali. V roce 1973 splatil 48 milionů dolarů, avšak potom přestal splácet kvůli nepříznivých obchodním podmínkám, především způsobených dodatkem Jackson-Vanik. V roce 1990 se obě strany vrátily k diskuzi a dohodly se na splacení dluhu o hodnotě 674 milionů dolarů do roku 2030. Po rozpadu SSSR si splacení dluhu vzala na starost Ruská federace. Dluh splatila v roce 2006, k čemuž přispěl i ekonomický růst Ruské federace.
Francie taktéž poskytla USA své základny a nerostné suroviny z kolonií. Zbytek splacení dluhu byl vyřešen 28. května 1946, kdy Francie podepsala balíček dohod se Spojenými státy (Blum - Byrnesův plán), kdy se francouzský dluh za Lend-Lease smazal výměnou za řadu obchodních koncesí ze strany Francie.